# فريدريك إس. وودز
فريدريك إس. وودز (بالإنجليزية: Frederick S. Woods) هو رياضياتي أمريكي، ولد في 1864، وتوفي في 1950.